# Nahosemenné
Nahosemenné rostliny (tradičně Gymnospermae, nově Acrogymnospermae) jsou tradičním označením pro skupinu semenných rostlin, do které patří cykasy, jinany a jehličnany včetně liánovců, jejich vnitřní skupiny. Pojmenovány jsou na základě rysu, kterým jsou charakteristické: vajíčko rostlin nahosemenných totiž (na rozdíl od vývojově pokročilejších rostlin krytosemenných) není ukryto v semeníku, ale volně leží na plodolistu, z něhož později vzniká podpůrná šupina. Jejich vydělení je odhadováno na dobu před více než 300 miliony let, do období karbonu v prvohorách.
Moderní fylogenetické výzkumy chápou recentní nahosemenné (souhrnně označované nově jako Acrogymnospermae, z řeckého acro- – vrcholový) jako monofyletickou sesterskou skupinu širšího kladu, z něhož se později odvětvují i krytosemenné; tomu odpovídá i pohled prezentovaný v tomto článku. Ve starších systémech naopak představovaly nahosemenné z evolučního hlediska mezistupně mezi kapraďorosty, pranahosemennými (Progymnospermae), kapraďosemennými (Pteridospermatophyta) a krytosemennými (Magnoliophyta) rostlinami. Je však zřejmé, že pokud by mezi nahosemenné rostliny byli nadále řazeni i fosilní zástupci, především z nesourodé skupiny kapraďosemenných, jednalo by se o parafyletický, tedy nepřirozený a nadále neudržitelný taxon.
Stávající rostliny řazené mezi nahosemenné zahrnují několik větví vývojově značně izolovaných vzhledem k masivnímu vymírání jejich zástupců především na konci druhohor; jejich reliktnost a závislost podrobného studia na fosilním materiálu je příčinou jejich dosud ne zcela vyřešené, natož ustálené systematiky a taxonomie. Zahrnují zhruba 800–1000 druhů rostlin v 83 rodech a 12–14 čeledích (pro srovnání, krytosemenných je udáváno až 300 000 druhů). Rozšířeny jsou kosmopolitně na obou polokoulích, od chladných oblastí až do tropů. V současnosti mají borovicotvaré dominantní postavení v mírném podnebném pásu a v horských oblastech, cykasotvaré rostou v tropických oblastech všech světadílů, jinanotvaré přežily pouze v jednom druhu v Číně a liánovcotvaré se vyskytují v tropických a subtropických oblastech Starého i Nového světa.

## Charakteristika

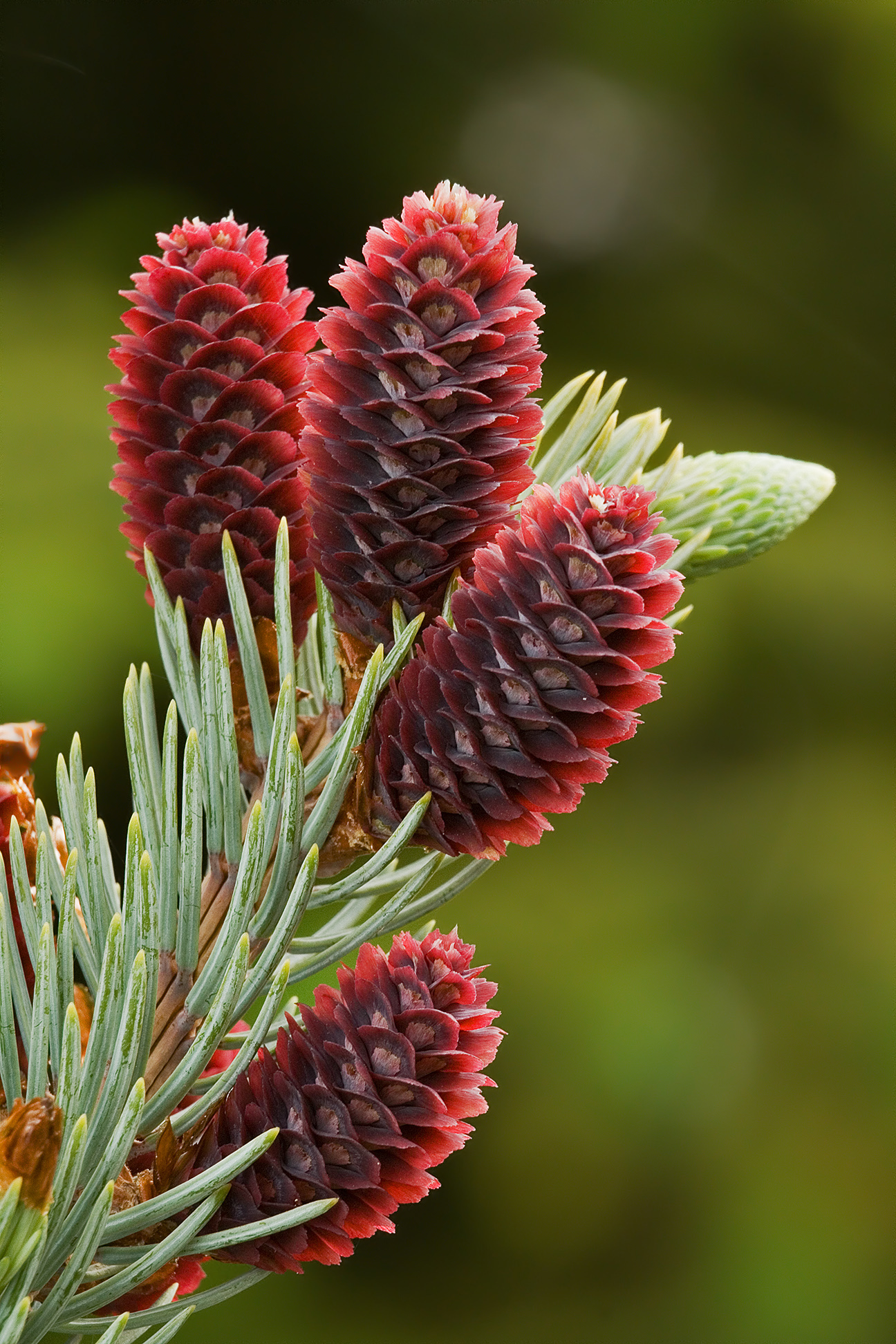
Samičí šištice smrku pichlavého (Picea pungens). Šištice umožňují volný přístup k vajíčkům, resp. semenům, která jsou tak „nahá“.

Recentní nahosemenné rostliny jsou výhradně dřeviny. Vzhledem k tomu, že se jedná o vývojově dosti starou skupinu semenných rostlin, nese v sobě jejich morfologie i anatomie řadu zvláštností. Na rozdíl od krytosemenných netvoří květy, květní orgány a pravé plody, ale rozmnožovací orgány jsou u nich uspořádány v šišticích. Krom liánovců nemají vodivá pletiva sekundárního dřeva složená z pravých cév, ale vývojově původnějších cévic (tracheidů). Přirozená polyploidie je vzácná a vyskytuje se pouze u několika málo druhů (uvádí se, že u méně než 5 %), allopolyploidie (polyploidie vyvolaná hybridizací) nebyla u žádných nahosemenných prokázána. Vzhledem k tomu, že v linii krytosemenných rostlin byly polyploidizační události prokazatelně zcela běžné, existují teorie, že vyšší genetická variabilita způsobená polyploidizací byla jedním z důvodů rychlé a radikální druhové převahy krytosemenných rostlin nad vývojově původnějšími nahosemennými po jejich nástupu koncem křídy.

### Generativní rozmnožování
Typické pro všechny nahosemenné je tvorba pohlavních buněk v jednopohlavných šišticích (tedy zvlášť samčí, zvlášť samičí), které jsou umístěny buď na různých jedincích (dvoudomé cykasy, jinany, liánovce, některé jehličnany) nebo odděleně na jednom jedinci (většina jehličnanů). Zralé semenné šištice mohou nabývat různých podob. U většiny jehličnanů při dozrávání dřevnatí a vytváří známou šišku, z níž se po hygroskopickém otevření podpůrných šupin semena volně vysypávají ven; zajímavou adaptací některých druhů jsou tuhé serotinní šišky, které se otevírají teprve poté, co přejdou vysokými teplotami během požáru, který zároveň pro budoucí semenáčky vyčistil okolní plochu od konkurenční vegetace. Jindy mohou být šištice velmi redukované, popřípadě mohou části šištic zdužnatět a vytvářet útvary připomínající zdánlivé plody: zdužnatěním vaječného poutka vzniká míšek (epimatium) u tisu, zdužnatělé osemení nazývané sarkotesta pak kryje semena jinanu, hlavotisu i některých cykasů. Zdánlivé bobule jalovce zvané jalovčinky (odborně galbuly) jsou zdužnatělé a vzájemně srostlé semenné šupiny šištic. U bazálních větví cykasů připomínají sporofyly dosud svým tvarem listy, u některých liánovců, například chvojníku, už jsou naopak vyvinuty primitivní semenné obaly připomínající listeny.
Vajíčko v samičí šištici není uzavřeno v semeníku, ale volně leží na plodolistu – semenné šupině (megasporofylu). Samčí generativní útvary (přetvořené listy, mikrosporofyly) nesou prašná pouzdra, nejsou rozlišeny na prašník a nitku jako u krytosemenných. U cykasů a jinanů jsou dosud vyvinuty obrvené spermatozoidy schopné pohybu, u jehličnanů se již jedná o samostatně nepohyblivé spermatické buňky – pylová zrna. Opylení se děje vesměs větrem, některé cykasy a liánovce jsou opylovány i hmyzem. Na rozdíl od vývojově primitivnějších rostlin již přenos samčí pohlavní buňky na vajíčko není závislý na vnějším vlhkém prostředí, ale je zajištěn pomocí polinační kapky. Oplození je pouze jednoduché, pylové zrno klíčí přímo na vajíčku v pylovou láčku, živným pletivem semene je primární (haploidní) endosperm – vlastně samičí prokel (na rozdíl od triploidního sekundárního endospermu vzniklého dvojitým oplozením u krytosemenných). Mezi přenosem pylu, vlastním oplodněním a dozráním semen často uplyne dlouhá doba, u jehličnanů i několik let. Zralá semena mohou být roznášena větrem nebo živočichy, kteří je konzumují.

## Evoluce

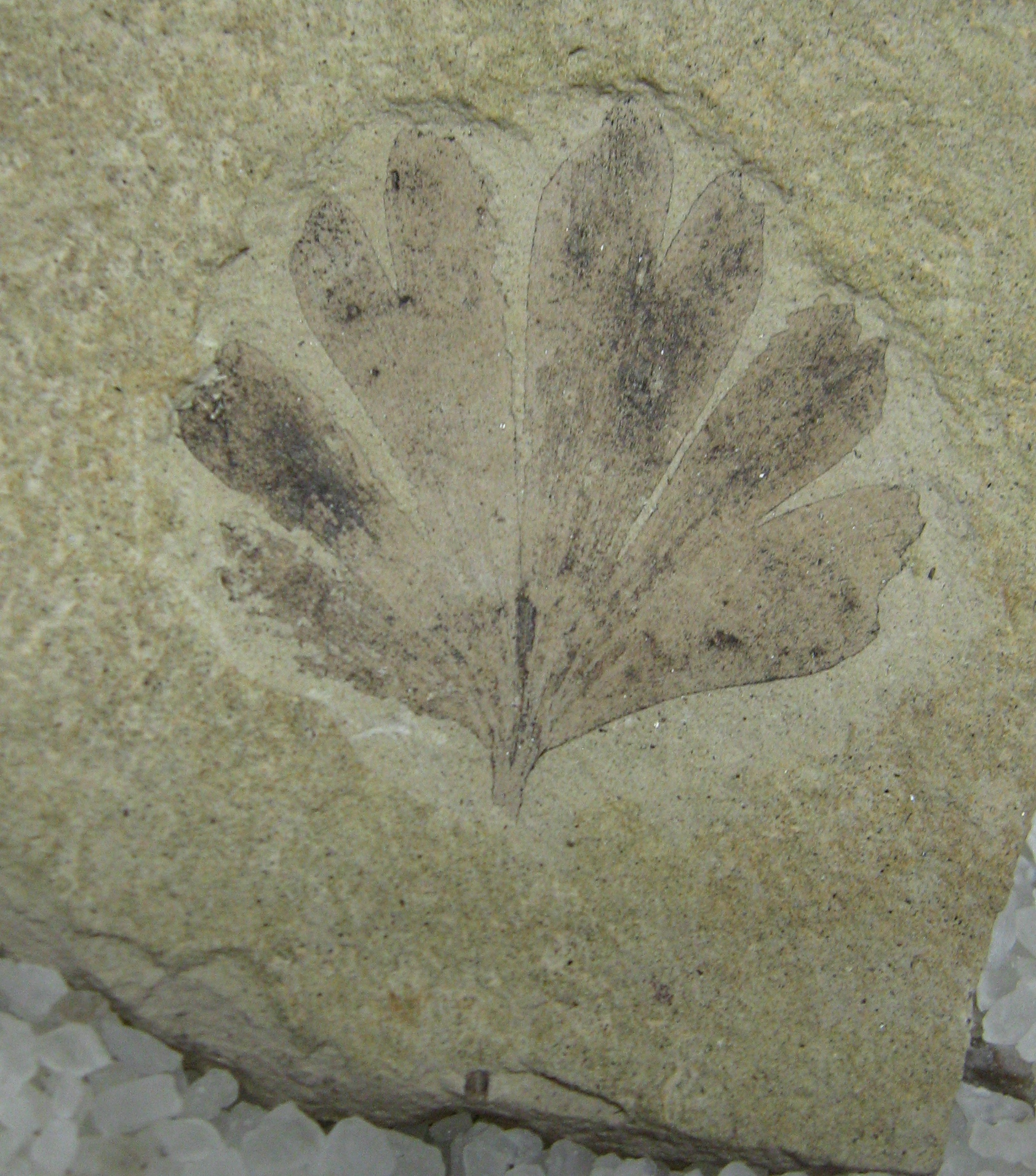
Fosilní list jinanu Ginkgo dissecta nalezený v USA, s datovaným stářím 49 milionů let

Rostliny řazené mezi nahosemenné byly v prehistorii, především na konci prvohor a ve druhohorách, dominantními rostlinami na Zemi. Stratigrafické nálezy ukazují, že nejpůvodnější z nich se objevují již koncem geologického období karbonu v prvohorách; stáří nejstarší známé fosilie kordaitu Cordaixylon iowensis je datováno na 306–307 milionů let (nejstarší doklad o existenci semen je přitom starý 367 milionů let). Po pravděpodobných silných vlnách vymírání již v počátcích jejich vývoje (v karbonu a poté v permu až triasu) se jejich tvarová a druhová rozmanitost výrazněji objevuje ve druhohorách; i tak se odhaduje, že již ve svrchním permu tvořily nahosemenné až 60 % zemské vegetace. Počátkem kenozoika naproti tomu prošly opět obdobím vymírání v souvislosti s prudkým nástupem krytosemenných rostlin. Většina současných čeledí byla pravděpodobně vydělena již v raném mezozoiku (trias–jura), rody jsou datovány obdobím křídy až raného kenozoika, jejich aktuální druhová diverzita pak je výsledkem speciačních událostí v průběhu terciéru.
Fylogenezi nahosemenných lze sledovat porovnáním nejstarších primitivních rostlin řádů cykasotvarých a jinanotvarých s mladšími borovicotvarými nebo s liánovcotvarými, které se v několika znacích již blíží k rostlinám krytosemenným. Bazální skupinou jsou cykasy, následovány jinany. Nejpůvodnější skupinou ze zbývajících jsou borovicovité, jež tvoří sesterskou větev k ostatním jehličnanům zastoupených jednak liánovci, jednak skupinou nazývanou nově Cupressophytes a skládající se ze dvou větví: jednou zahrnující pajehličník a čeledi blahočetovité a nohoplodovité, druhou obsahující cypřišovité a tisovité (obě v širokém smyslu).

## Systematika a taxonomie

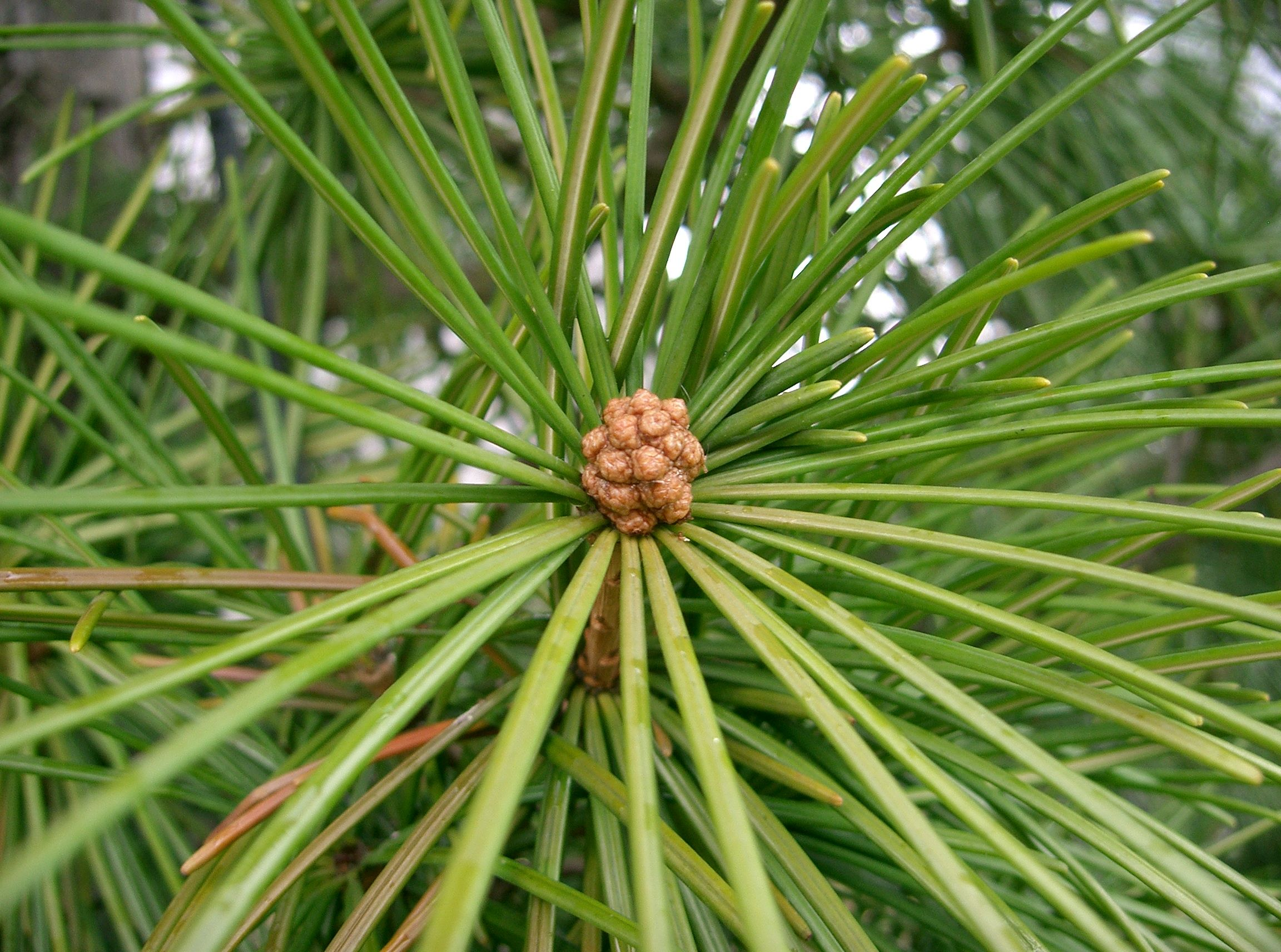
Pajehličník přeslenitý (Sciadopitys verticillata) je evolučně izolovaným druhem monotypické čeledi, jejíž postavení v rámci jehličnanů nebylo dosud uspokojivě vyřešeno

Systematická klasifikace nahosemenných rostlin procházela v čase mnoha změnami. Po překonání morfologického způsobu zatříďování flóry, kdy se do jednotlivých skupin řadily vedle sebe taxony podobné vzhledem nebo vlastnostmi, přišla nová klasifikace založená na kladistickém, monofyletickém hledisku vycházejícím z genových sekvencí určitých úseků DNA nebo RNA. Zjednodušeně řečeno, do stejné skupiny náleží rostliny pocházející ze stejného dohledatelného praprapředka bez ohledu na to, jak se která rostlina za dobu, třeba i milionu let, od rozdělení pozměnila. Tento moderní způsob zatřiďování rostlin je pro krytosemenné rozpracován v taxonomickém systému APG.
Snaha navázat systém nahosemenných a dalších cévnatých rostlin na APG však vede k nutnosti posunu zavedených klasifikačních ranků, což se neobejde bez značných nomenklatorických obtíží. V návrhu z roku 2009 amerických botaniků M. Chase a J. Reveala je celá skupina odpovídající embryofytům postavena na úroveň třídy, pro kterou je navrženo jméno Equisetopsida, a tradiční oddělení mají úroveň podtříd. Skupina kolem nizozemského botanika M. Christenhusze v tomto smyslu rozpracovala a aktualizovala systém recentních nahosemenných. Problémy v něm působí například postavení nesourodé skupiny obalosemenných (Gnetophyta), jež byly díky některým morfologickým rysům dlouho řazeny jako „vývojově nejpokročilejší“ do blízké příbuznosti krytosemenných rostlin, zatímco moderní molekulární analýzy jim určují místo blíže jehličnanům nebo přímo mezi jehličnany; zdá se, že jejich vývojově pokročilé rysy jako obaly semene, pravé cévy či náznak dvojitého oplození jsou pouze nezávislými apomorfiemi. Mezi dvěma řády kolísá monotypická čeleď pajehličníkovité s jediným recentním zástupcem. Ne zcela vyjasněné vztahy dosud panují též mezi recentními a vymřelými skupinami, například benetity (Benettitales) – druhohorními rostlinami vzhledově podobnými cykasům, ale s oboupohlavnými šišticemi připomínajícími svou strukturou jednoduchý květ.
Recentní nahosemenné (Acrogymnospermae) byly mnoha výzkumy prokázány jako monofyletická skupina sesterská ke krytosemenným, které se odvětvují z širšího kladu zahrnujícího též některé vymřelé kapraďosemenné rostliny. To je v rozporu oproti starším představám, podle nichž představovaly z evolučního hlediska mezistupeň mezi kapraďorosty, tzv. prvosemennými či pranahosemennými rostlinami (Progymnospermae), jako byl Archaeopteris, kapraďosemennými (Pteridospermatophyta) a krytosemennými (Magnoliophyta). Jejich vydělení z fylogenetického stromu je odhadováno na dobu před více než 300 miliony let, do období karbonu v prvohorách.
Podrobné taxonomické systémy nejsou zatím pro nahosemenné rostliny ustálené, protože nejsou dosud dostatečně vyjasněné a prokázané všechny fylogenetické vztahy např. mezi různými čeleděmi jehličnanů (včetně liánovcotvarých) a jejich napojení na další skupiny (cykasotvaré, jinanotvaré). Liší se i klasifikace v literatuře, kde taxonomické postavení jednotlivých skupin kolísá podle autorského pojetí. Mohou tak být v různých zdrojích považovány za oddělení (přípona -phyta), třídy (-psida), podtřídy (-idae) či dokonce pouhé řády (-ales). V mnoha taxonomických klasifikacích jsou nahosemenné jako nadbytečný a pohříchu poněkud víceznačný taxon dokonce zcela opouštěny.
| Anthophytes | \| \| Bennettitales \| \| \| \| \| \| Liánovce \| \| \| \| \| \| Krytosemenné \| \| \| \| |
|             | \| \| Bennettitales \| \| \| \| \| \| Liánovce \| \| \| \| \| \| Krytosemenné \| \| \| \| |
|             | Bennettitales                                                                             |
|             |                                                                                           |
|             | Liánovce                                                                                  |
|             |                                                                                           |
|             | Krytosemenné                                                                              |
|             |                                                                                           |

|  | Bennettitales |
|  |               |
|  | Liánovce      |
|  |               |
|  | Krytosemenné  |
|  |               |

| Anthophytes | \| \| Bennettitales \| \| \| \| \| \| Liánovce \| \| \| \| \| \| Krytosemenné \| \| \| \| |
|             | \| \| Bennettitales \| \| \| \| \| \| Liánovce \| \| \| \| \| \| Krytosemenné \| \| \| \| |
|             | Bennettitales                                                                             |
|             |                                                                                           |
|             | Liánovce                                                                                  |
|             |                                                                                           |
|             | Krytosemenné                                                                              |
|             |                                                                                           |

|  | Bennettitales |
|  |               |
|  | Liánovce      |
|  |               |
|  | Krytosemenné  |
|  |               |

| Anthophytes | \| \| Bennettitales \| \| \| \| \| \| Liánovce \| \| \| \| \| \| Krytosemenné \| \| \| \| |
|             | \| \| Bennettitales \| \| \| \| \| \| Liánovce \| \| \| \| \| \| Krytosemenné \| \| \| \| |
|             | Bennettitales                                                                             |
|             |                                                                                           |
|             | Liánovce                                                                                  |
|             |                                                                                           |
|             | Krytosemenné                                                                              |
|             |                                                                                           |

|  | Bennettitales |
|  |               |
|  | Liánovce      |
|  |               |
|  | Krytosemenné  |
|  |               |

| Anthophytes | \| \| Bennettitales \| \| \| \| \| \| Liánovce \| \| \| \| \| \| Krytosemenné \| \| \| \| |
|             | \| \| Bennettitales \| \| \| \| \| \| Liánovce \| \| \| \| \| \| Krytosemenné \| \| \| \| |
|             | Bennettitales                                                                             |
|             |                                                                                           |
|             | Liánovce                                                                                  |
|             |                                                                                           |
|             | Krytosemenné                                                                              |
|             |                                                                                           |

|  | Bennettitales |
|  |               |
|  | Liánovce      |
|  |               |
|  | Krytosemenné  |
|  |               |

| Anthophytes | \| \| Bennettitales \| \| \| \| \| \| Liánovce \| \| \| \| \| \| Krytosemenné \| \| \| \| |
|             | \| \| Bennettitales \| \| \| \| \| \| Liánovce \| \| \| \| \| \| Krytosemenné \| \| \| \| |
|             | Bennettitales                                                                             |
|             |                                                                                           |
|             | Liánovce                                                                                  |
|             |                                                                                           |
|             | Krytosemenné                                                                              |
|             |                                                                                           |

|  | Bennettitales |
|  |               |
|  | Liánovce      |
|  |               |
|  | Krytosemenné  |
|  |               |

| Anthophytes | \| \| Bennettitales \| \| \| \| \| \| Liánovce \| \| \| \| \| \| Krytosemenné \| \| \| \| |
|             | \| \| Bennettitales \| \| \| \| \| \| Liánovce \| \| \| \| \| \| Krytosemenné \| \| \| \| |
|             | Bennettitales                                                                             |
|             |                                                                                           |
|             | Liánovce                                                                                  |
|             |                                                                                           |
|             | Krytosemenné                                                                              |
|             |                                                                                           |

|  | Bennettitales |
|  |               |
|  | Liánovce      |
|  |               |
|  | Krytosemenné  |
|  |               |

| Anthophytes | \| \| Bennettitales \| \| \| \| \| \| Liánovce \| \| \| \| \| \| Krytosemenné \| \| \| \| |
|             | \| \| Bennettitales \| \| \| \| \| \| Liánovce \| \| \| \| \| \| Krytosemenné \| \| \| \| |
|             | Bennettitales                                                                             |
|             |                                                                                           |
|             | Liánovce                                                                                  |
|             |                                                                                           |
|             | Krytosemenné                                                                              |
|             |                                                                                           |

|  | Bennettitales |
|  |               |
|  | Liánovce      |
|  |               |
|  | Krytosemenné  |
|  |               |

| Anthophytes | \| \| Bennettitales \| \| \| \| \| \| Liánovce \| \| \| \| \| \| Krytosemenné \| \| \| \| |
|             | \| \| Bennettitales \| \| \| \| \| \| Liánovce \| \| \| \| \| \| Krytosemenné \| \| \| \| |
|             | Bennettitales                                                                             |
|             |                                                                                           |
|             | Liánovce                                                                                  |
|             |                                                                                           |
|             | Krytosemenné                                                                              |
|             |                                                                                           |

|  | Bennettitales |
|  |               |
|  | Liánovce      |
|  |               |
|  | Krytosemenné  |
|  |               |

|  | \| \| Cykasy \| \| \| \| \| \| Bennettitales \| \| \| \| |
|  |                                                          |
|  | Ginkgo                                                   |
|  |                                                          |
|  | Cykasy                                                   |
|  |                                                          |
|  | Bennettitales                                            |
|  |                                                          |

|  | Cykasy        |
|  |               |
|  | Bennettitales |
|  |               |

|  | Jehličnany |
|  |            |
|  | Liánovce   |
|  |            |

|  | \| \| Cykasy \| \| \| \| \| \| Bennettitales \| \| \| \| |
|  |                                                          |
|  | Ginkgo                                                   |
|  |                                                          |
|  | Cykasy                                                   |
|  |                                                          |
|  | Bennettitales                                            |
|  |                                                          |

|  | Cykasy        |
|  |               |
|  | Bennettitales |
|  |               |

|  | Jehličnany |
|  |            |
|  | Liánovce   |
|  |            |

|  | \| \| Cykasy \| \| \| \| \| \| Bennettitales \| \| \| \| |
|  |                                                          |
|  | Ginkgo                                                   |
|  |                                                          |
|  | Cykasy                                                   |
|  |                                                          |
|  | Bennettitales                                            |
|  |                                                          |

|  | Cykasy        |
|  |               |
|  | Bennettitales |
|  |               |

|  | Jehličnany |
|  |            |
|  | Liánovce   |
|  |            |

|  | \| \| Cykasy \| \| \| \| \| \| Bennettitales \| \| \| \| |
|  |                                                          |
|  | Ginkgo                                                   |
|  |                                                          |
|  | Cykasy                                                   |
|  |                                                          |
|  | Bennettitales                                            |
|  |                                                          |

|  | Cykasy        |
|  |               |
|  | Bennettitales |
|  |               |

|  | Jehličnany |
|  |            |
|  | Liánovce   |
|  |            |

|  | \| \| Cykasy \| \| \| \| \| \| Bennettitales \| \| \| \| |
|  |                                                          |
|  | Ginkgo                                                   |
|  |                                                          |
|  | Cykasy                                                   |
|  |                                                          |
|  | Bennettitales                                            |
|  |                                                          |

|  | Cykasy        |
|  |               |
|  | Bennettitales |
|  |               |

|  | Jehličnany |
|  |            |
|  | Liánovce   |
|  |            |

|  | \| \| Cykasy \| \| \| \| \| \| Bennettitales \| \| \| \| |
|  |                                                          |
|  | Ginkgo                                                   |
|  |                                                          |
|  | Cykasy                                                   |
|  |                                                          |
|  | Bennettitales                                            |
|  |                                                          |

|  | Cykasy        |
|  |               |
|  | Bennettitales |
|  |               |

|  | Jehličnany |
|  |            |
|  | Liánovce   |
|  |            |

|  | \| \| Cykasy \| \| \| \| \| \| Bennettitales \| \| \| \| |
|  |                                                          |
|  | Ginkgo                                                   |
|  |                                                          |
|  | Cykasy                                                   |
|  |                                                          |
|  | Bennettitales                                            |
|  |                                                          |

|  | Cykasy        |
|  |               |
|  | Bennettitales |
|  |               |

|  | Jehličnany |
|  |            |
|  | Liánovce   |
|  |            |

|  | \| \| Cykasy \| \| \| \| \| \| Bennettitales \| \| \| \| |
|  |                                                          |
|  | Ginkgo                                                   |
|  |                                                          |
|  | Cykasy                                                   |
|  |                                                          |
|  | Bennettitales                                            |
|  |                                                          |

|  | Cykasy        |
|  |               |
|  | Bennettitales |
|  |               |

|  | Jehličnany |
|  |            |
|  | Liánovce   |
|  |            |

Následující přehled je založen na klasifikaci prezentované ve studiích Chase – Reveal (2009) a Christenhusz a kol. (2011).

### Cykasy

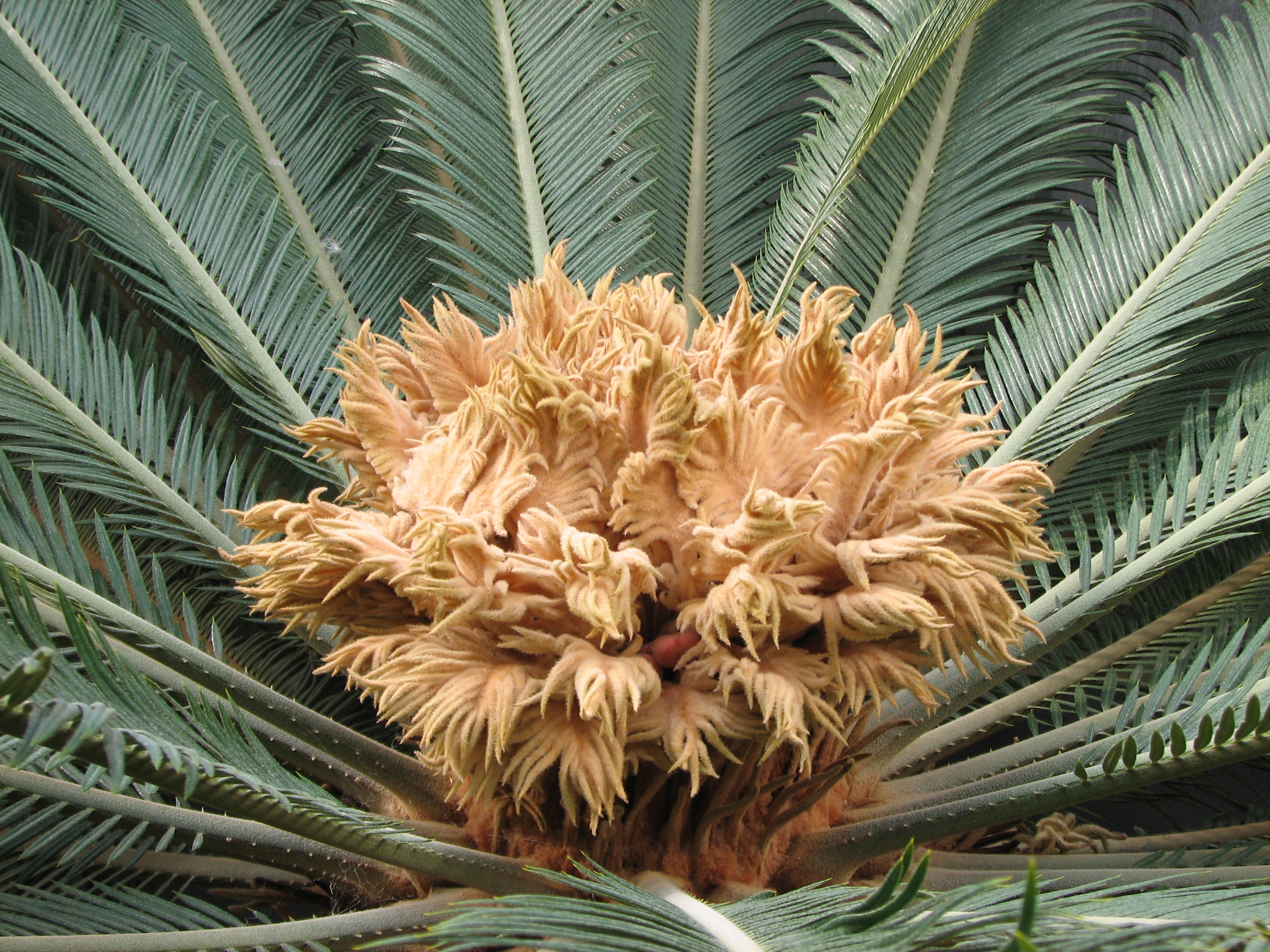
Samičí megasporofyly cykasu japonského (Cycas revoluta) svým tvarem dosud připomínají list

Dvoudomé stromy s nevětveným kmenem a velkými zpeřenými, v mládí spirálovitě svinutými listy až 6 m dlouhými, nahloučenými na vrcholu kmene, kde také vyrůstají samčí nebo samičí jednopohlavné šištice. Zralá semena mají vnější dužnatou vrstvu a připomínají peckovice. Tyto „plody“ stejně jako dřeň kmenů se používají k jídlu, obsahují však škodlivé toxiny, a proto se upravují varem, kvašením nebo vyluhováním.
Podtřída Cycadidae:
- Řád cykasotvaré (Cycadales):
  - Cykasovité (Cycadaceae): jediný rod cykas (Cycas) se 107 druhy, východní Afrika, Indie, Japonsko, Austrálie
  - Kejákovité (Zamiaceae): podle molekulárních dat zahrnující i čeleď stangeriovité (Stangeriaceae)[5][12]; celkem 9 rodů a 206 druhů v tropech a subtropech Afriky, Austrálie a Ameriky

### Jinany

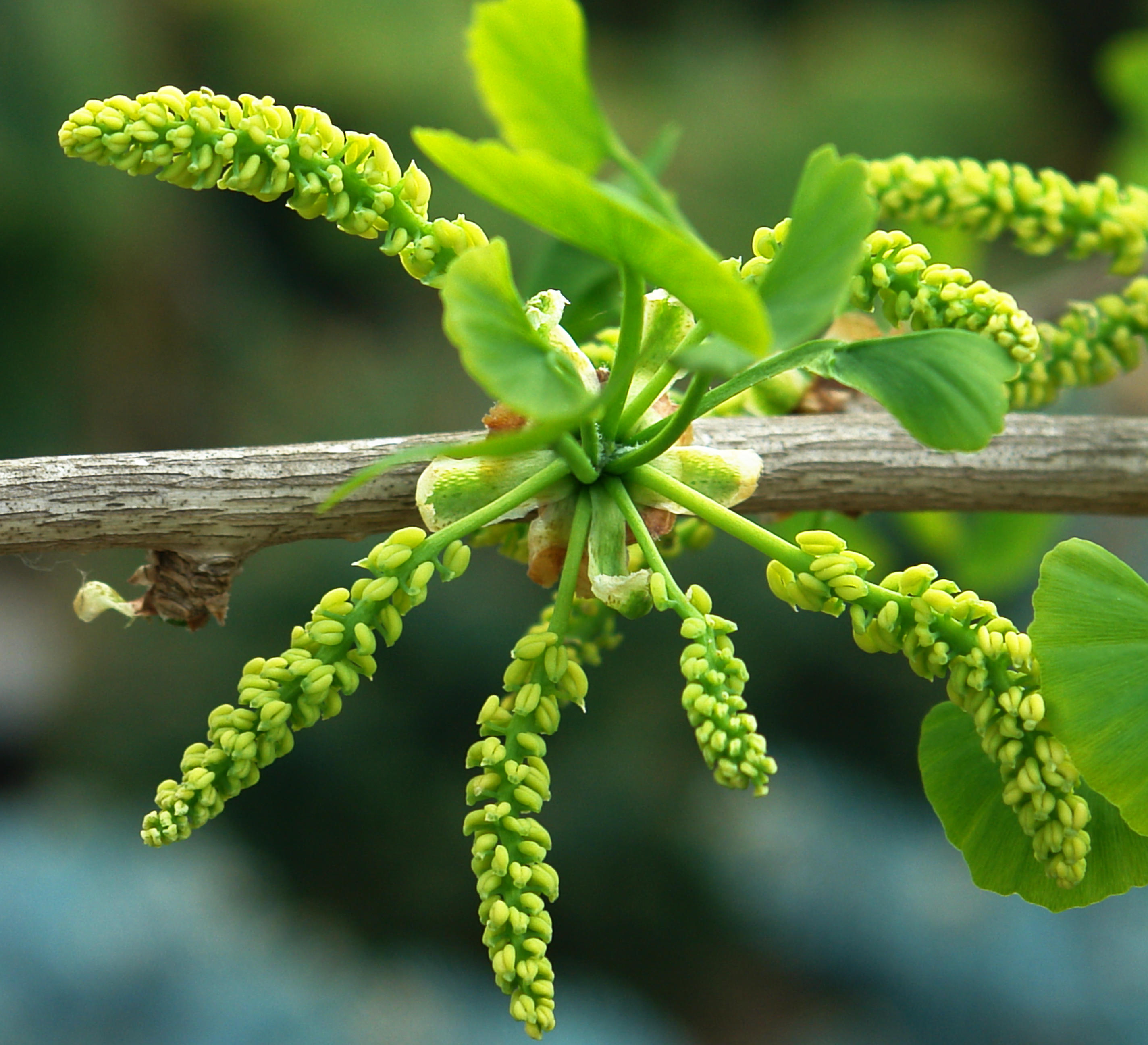
Samčí šištice (strobily) jinanu

Dlouhověké opadavé dvoudomé stromy s kůlovitým kořenem. Ploché klínovité listy s vějířovitou žilnatinou vyrůstající na poměrně dlouhých brachyblastech jsou zářezem rozděleny na dva až několik laloků. Zdánlivé plody připomínají zelené třešně, ve kterých je pod dužnatým osemením (sarkotestou) vždy jedno semeno. Dužina je hořká, semena se v Číně a Japonsku používají v národní kuchyni. Semena a listy jinanu se vzhledem k obsahu flavonoidů používají jako léčivo. Tato skupina vznikla koncem prvohor a postupně se rozšířila, ve třetihorách většina vymřela, je zastoupen pouze jediný druh v jediné čeledi i řádu.
Podtřída Ginkgooidae:
- Řád jinanotvaré (Ginkgolaes):
  - Jinanovité (Ginkgoaceae): jediný zástupce jinan dvoulaločný (Ginkgo biloba) přeživší v jihovýchodní Číně, celosvětově pěstovaný

### Jehličnany

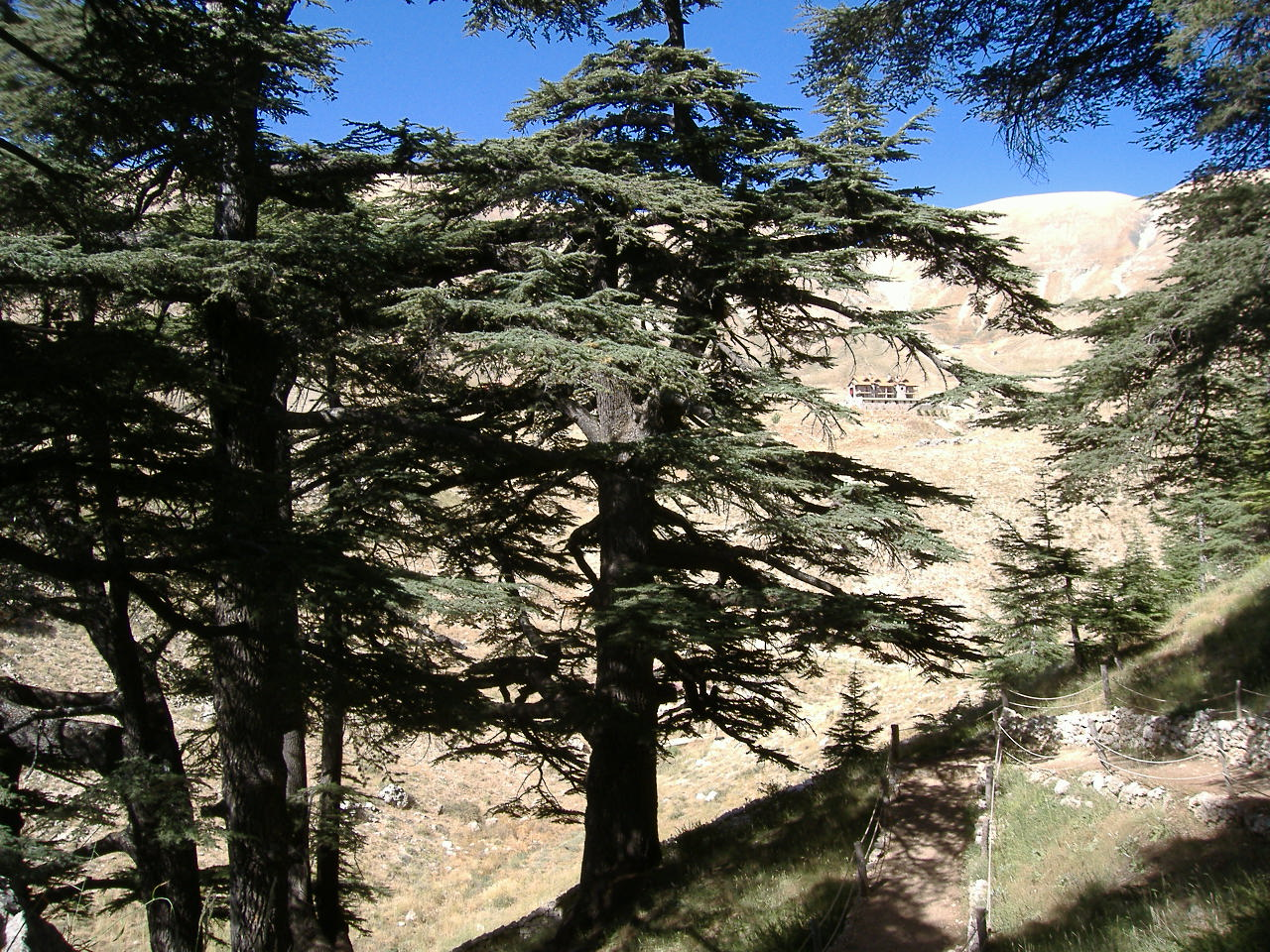
Cedrový les v Libanonu

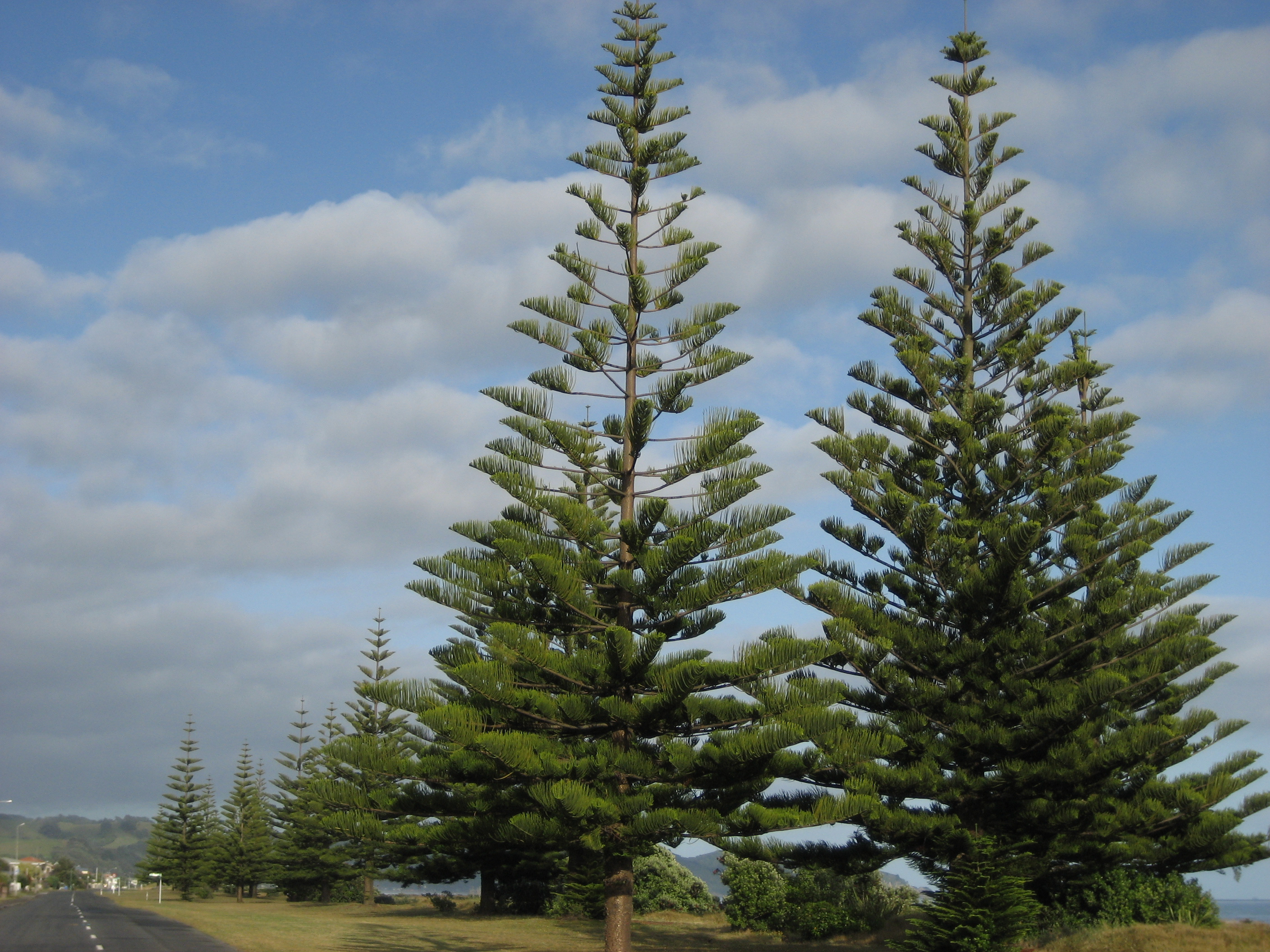
Blahočet ztepilý (Araucaria heterophylla)

Nazývají se též konifery z latinského conus = šiška, fero = nesu. Většinou stálezelené jednodomé (zřídka i dvoudomé) stromy nebo keře s jehlicovými nebo šupinovými listy. Samčí přetvořené listy nesoucí pylotvorné váčky (mikrosporofyly) stejně jako samičí plodolisty (megasporofyly) jsou v oddělených jednopohlavných šišticích. Všechny jehličnany jsou anemogamní. Semena bývají většinou křídlatá, po dozrání se šišky rozpadnou a semena roznese vítr, případně mohou být vyvinuty dužnaté útvary připomínající plody. Dřevo často obsahuje pryskyřičné kanálky. Vyvíjejí se od konce prvohor.
Novějšími studiemi jsou do nich řazeny též liánovce (viz níže), v takovém případě ponížené na řád Gnetales se třemi čeleděmi, a to buď jako sesterská skupina borovicovitých, nebo (častěji) sesterská skupina všech ostatních jehličnanů kromě borovicovitých, jež každopádně formují nejbazálnější linii jehličnanů.
Podtřída Pinidae:
- Řád borovicotvaré (Pinales):
  - Borovicovité (Pinaceae): 11 rodů a 230 druhů, původní výhradně na severní polokouli, ale celosvětově pěstovány

- Řád Araucariales:
  - Pajehličníkovité (Sciadopityaceae): jediný zástupce pajehličník přeslenatý původem z Japonska; některé molekulární výsledky ho řadí též do následujícího řádu cypřišotvarých[12]
  - Blahočetovité (Araucariaceae): 3 rody a 41 druhů, tropická Asie, Australasie, Tichomoří, Jižní Amerika
  - Nohoplodovité (Podocarpaceae): 19 rodů a cca 180 druhů, tropy a subtropy všech kontinentů kromě Evropy

- Řád Cupressales:
  - Cypřišovité (Cupressaceae) v širokém smyslu včetně někdejší čeledi tisovcovitých (Taxodiaceae): celkem 29 rodů a cca 130 druhů, kosmopolitní rozšíření
  - Tisovité (Taxaceae) včetně hlavotisovitých (Cephalotaxaceae): 6 rodů a 28 druhů, temperátní Eurasie, Amerika, severní Afrika, Nová Kaledonie

Mezi jehličnany jsou dále řazeny fosilní taxony jako například kordaity (Cordaitales).

### Liánovce

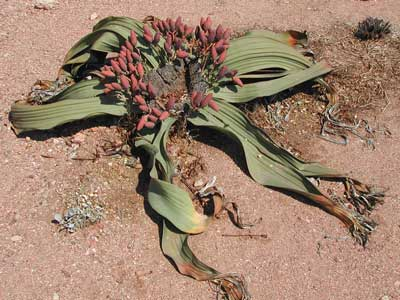
Welwitschie podivná se samičími šišticemi

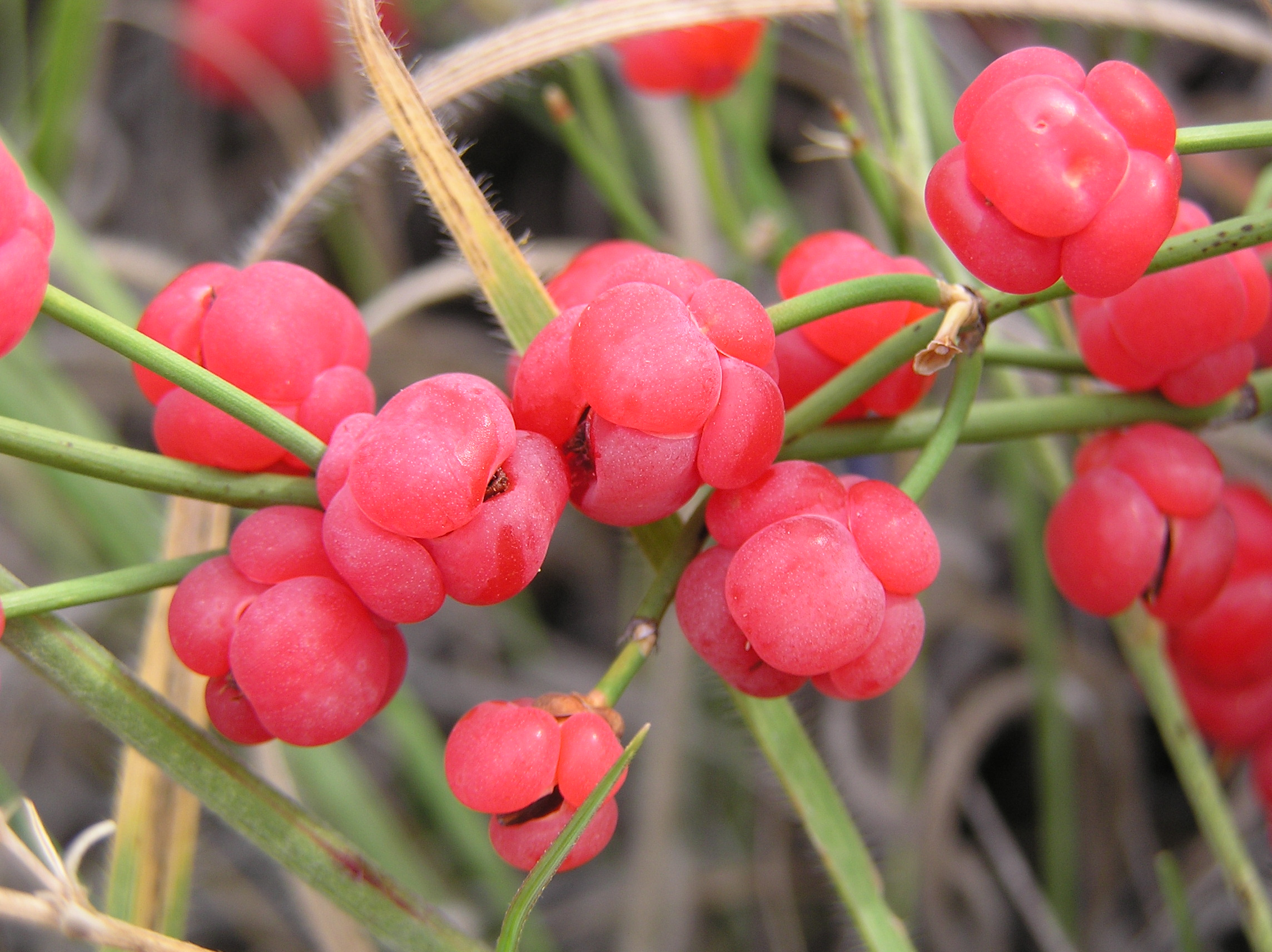
Samičí šištice chvojníku dvouklasého (Ephedra distachya)

Dvoudomé stálezelené stromy, keře nebo liány. Chvojník je metlovitý keř se šupinkovými listy, roste v aridních oblastech, jeho větvičky i dužnaté obaly semen připomínající bobule obsahují efedrin. Liánovec je strom, keř nebo liána, jeho semena s dužnatými obaly i listy jsou významné poživatiny. Welwitschie je značně atypická dlouhověká rostlina s hlubokým kotvícím kořenem a pouze dvěma širokými, plochými, roztřepenými listy, které na bázi stále dorůstají a na koncích usychají. Vývojově je považována za "dospělou klíční rostlinu" se dvěma dělohami, která ustrnula v dalším vývoji a přešla záhy do plodného stadia.
Podtřída Gnetiidae:
- Řád liánovcotvaré (Gnetales)
  - Jediná čeleď Gnetaceae s jediným rodem liánovec (Gnetum) o 30 druzích, tropická Asie, západní Afrika a Amazonie

- Řád Welwitschiales:
  - Jediná čeleď Welwitschiaceae s jediným zástupcem welwitschií podivnou (Welwitschia mirabilis) rostoucí v poušti Namib na jihozápadě Afriky

- Řád Ephedrales:
  - Jediná čeleď Ephedraceae s jediným rodem chvojník (Ephedra) o asi 40 druzích, teplejší temperátní oblasti všech kontinentů krom Austrálie

## Význam

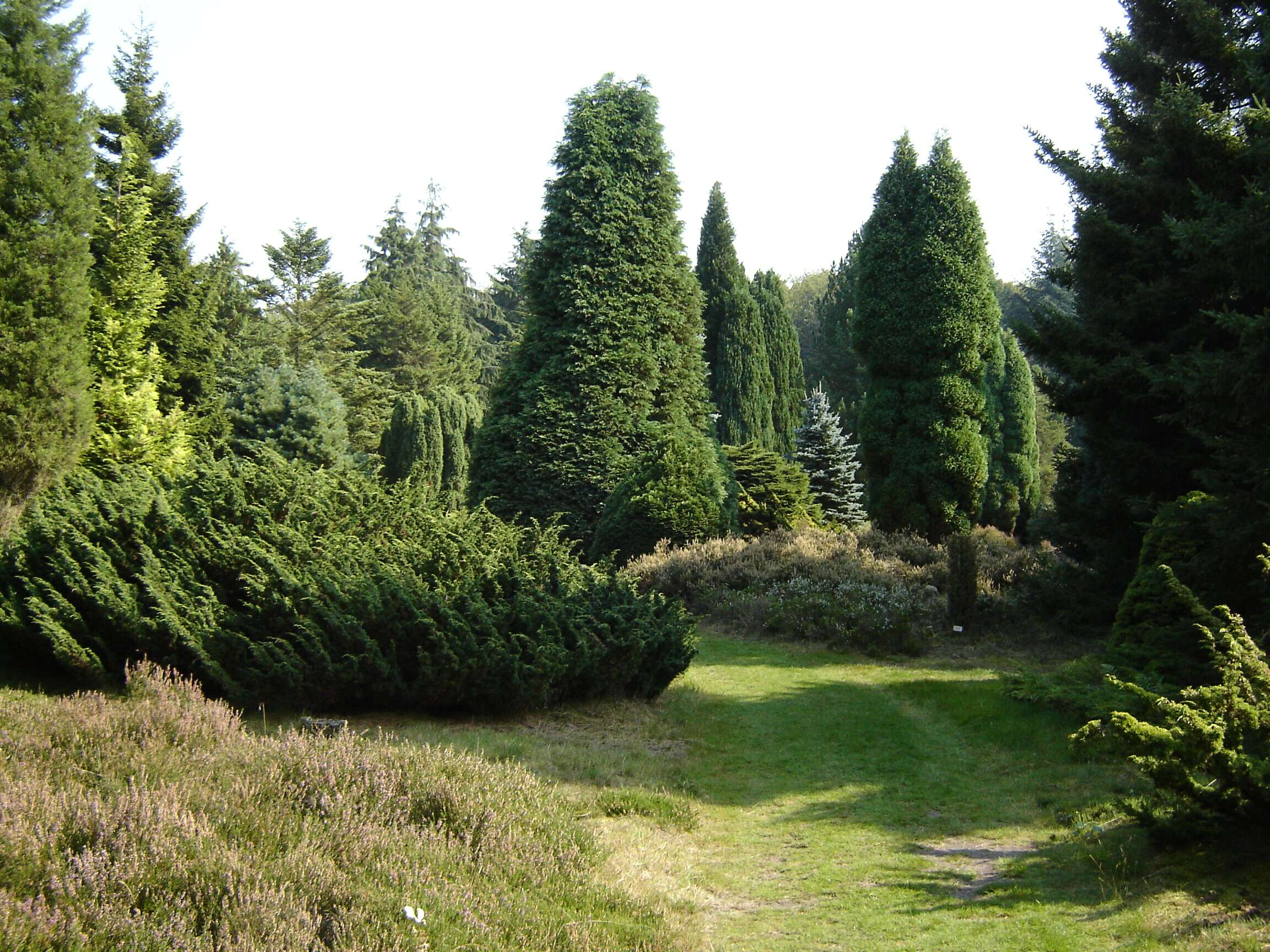
Ukázka různých okrasných kultivarů z čeledí borovicovitých a cypřišovitých

Ačkoli početně jde o několik malých skupin zahrnujících dohromady pouze nepatrný zlomek z celkové druhové diverzity rostlin, jedná se o skupiny se značným ekologickým, ekonomickým i kulturním významem. Jehličnaté lesy (tajga) jsou dominantním biomem chladných oblastí severní polokoule a jehličnany obecně jsou celosvětově nejvýznamnějším zdrojem kvalitního, všestranně použitelného dřeva a pryskyřice; ačkoli jehličnaté porosty tvoří jen zhruba 1/3 všech lesních porostů, poskytují na 75 % světové produkce dřeva. Mnohé nahosemenné jsou zdrojem poživatin („bobule“ liánovců, piniové a ginkgové oříšky, nepravé ságo cykasů, galbuly jalovce) či léčiv (silice borovicovitých, přírodní efedrin z chvojníků, výtažky z ginga). Borovicotvaré a cypřišotvaré, ginkgo, ale v teplých oblastech též cykasy mají značný estetický a okrasný význam a mnohde tvoří základní kostru alejí, sadovnických a zahradních úprav. Především rostlin borovicovitých, cypřišovitých nebo tisů bylo pro tyto účely postupně vyšlechtěno obrovské množství kultivarů.

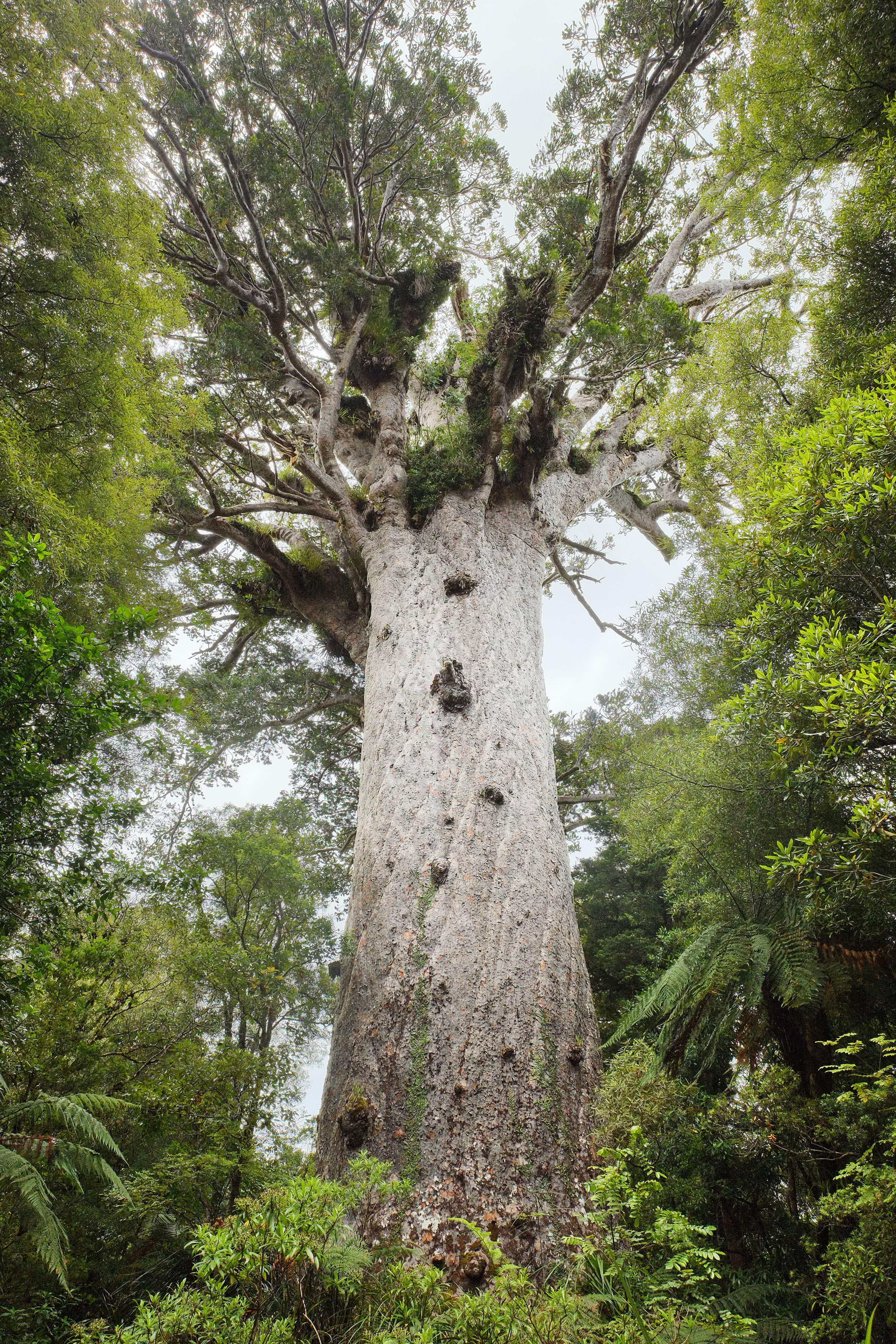
Obří damaroň (Agathis australis) v národním parku Waipoua, novozélandskými Maory nazývaná Tāne Mahuta („Otec pralesa“)

Některé nahosemenné rostliny byly objevovány až v průběhu 20. století, když do té doby byly považovány za dlouho vymřelé (metasekvoj čínská objevena ve 40. letech, wolémie vznešená až roku 1994); jsou pěstovány v botanických zahradách po celém světě a obdivovány jako živoucí fosilie. Mnohé z nahosemenných hrály či hrají významnou roli v mytologii a společenském životě národů po celé Zemi. Například stálezelené jehličnaté stromy byly v oblastech severní polokoule vždy neodmyslitelným symbolem zimního slunovratu a posléze i Vánoc, některé druhy borovic, cypřišů a cedrů byly v různých kulturách považovány za posvátné a zmínky o nich najdeme i v nejstarších literárních památkách, jako je Starý zákon nebo Epos o Gilgamešovi. Na východě Asie se značné úctě těší kryptomerie nebo gingo, vysazované odedávna jako chrámové dřeviny. Uctívaným stromem smrti a znovuzrození byl na Britských ostrovech tis červený, středobodem materiálního i duchovního života Indiánů na severozápadě Severní Ameriky zase zerav obrovský.
V rámci rostlinné říše drží nahosemenné též mnoho rekordů: patří mezi ně mimo jiné i nejmohutnější (sekvojovec obrovský), nejvyšší (sekvoj vždyzelená) či nejstarší (borovice dlouhověká) rostliny (resp. organismy vůbec) na planetě Zemi. Cykas keják Roezlův (Zamia roezlii) vytváří mezi rostlinami i živočichy největší samčí pohlavní buňky.

## Ohrožení a ochrana
Mnohé nahosemenné rostliny přežívají v přírodě v posledních desítkách až stovkách exemplářů, jsou tedy akutně ohroženy vyhynutím a podrobeny přísné ochraně. Ke kriticky ohroženým taxonům řadí organizace IUCN například wolémii vznešenou (jediný zástupce svého rodu, jediná přirozená lokalita se zhruba 80 dospělými jedinci), patisovec převislý (jediný zástupce svého rodu, méně než 250 jedinců na třech posledních lokalitách), toreju tisolistou, některé druhy blahočetů (Araucaria angustifolia), nohoplodů, ale též borovic, jedlí nebo smrků. Jako „ohrožený“ nebo „kriticky ohrožený“ je vedena více než třetina druhů cykasů (118 druhů ze zhruba 300).